# Horacio Alfredo French
Horacio Alfredo French (Buenos Aires, Argentina, 29 de junio de 1951) fue un abogado argentino, doctor en Derecho por la Universidad Nacional de Córdoba, exintegrante de los servicios de inteligencia argentinos.

## Biografía
Es hijo de Horacio Alfredo French, militar y aviador que en su paso por Córdoba conoció a Lidia Lozano con quien se casó en 1943. Es el tercero de cinco hermanos.
Inicio sus estudios primarios en su ciudad natal, y a los 8 años, cuando su padre fue destinado a la Embajada Argentina en la República Oriental del Uruguay, continuó sus estudios primarios en el Colegio La Mennais. Su paso por Uruguay lo marcó en relación con las costumbres de ese país al que asumió como su segunda patria.
De vuelta en la Argentina ingreso al Liceo Militar Gral. San Martín en el año 1965, y un año después se trasladó con su familia a la Ciudad de Córdoba, continuando sus estudios en el Liceo Militar Gral. Paz.
En 1969 ingresó a la Universidad Nacional de Córdoba, para luego continuar sus estudios de Derecho en la Universidad Católica de Córdoba.
En 1979 contrajo matrimonio con Nora Viale, con quien tuvo 4 hijos: Lucia, Horacio, Felicia y Marcos.

## Carrera profesional
Con apenas 18 años de edad, en el año 1970,  Horacio Alfredo ingresó al Poder Judicial de la Provincia de Córdoba como empleado ad honorem, siendo nombrado efectivo 2 años después.   No obstante, y luego de siete años de trabajo, su carrera tribunalicia fue interrumpida de manera abrupta cuando en el año 1976 es dejado cesante por autoridades del Gobierno Militar de facto del denominado Proceso de Reorganización Nacional.
Posteriormente se desempeñó en la actividad privada, hasta el año 1979,  en que ingresa a la Secretaría de Inteligencia del Estado (SIDE) hoy Secretaría de Inteligencia (SI), retomando a su vez, sus estudios de Derecho obteniendo el título de Abogado en 1982.
En los siguientes 22 años Horacio Alfredo,  con la llegada de la democracia es ascendido a personal superior y pasa a desempeñarse en distintos niveles jerárquicos de la Secretaría de Inteligencia del Estado (SIDE) lo que le permitió conocer en profundidad las actividades y la trama interna de las tareas de inteligencia y seguridad, convirtiéndose en un experto en esas áreas.
Una vez retirado, capitaliza su experiencia e intensifica su aprendizaje académico, obteniendo el título de doctor en Derecho, a través de tareas específicas de investigación.
En el año 2001, funda junto a un grupo de ciudadanos, la Asociación Civil "Ciudades más Seguras", dedicada a difundir e investigar temas relacionados con la problemática de la Seguridad Pública.
En la actualidad, French es Asesor en el Congreso Argentino sobre temas de su especialidad y paralelamente, desempeña tareas docentes en la Universidad Católica de Córdoba, Universidad Nacional de Villa María y Universidad Blas Pascal.
También participa en diversos cursos y conferencias a nivel nacional e internacional (Chile, Colombia, México, entre otros) y desarrolla una prolífica tarea de analista en los temas de su especialidad. Es un referente de la seguridad pública tanto a nivel local como nacional, aportando propuestas para combatir el flagelo de la inseguridad en columnas de diarios, programas de radio y TV.

## Libros
Autor del libro "Servicios Secretos en Crisis", el primer libro escrito por un exdirectivo de la SIDE.
El mismo fue tomado como texto de estudio en la Licenciatura en Seguridad de la Universidad Blas Pascal, carrera en la que se desempeña como titular de cátedra de la materia inteligencia y criminalística, siendo a su vez autor de la redacción del texto de estudio.

## Televisión, radio y medios gráficos

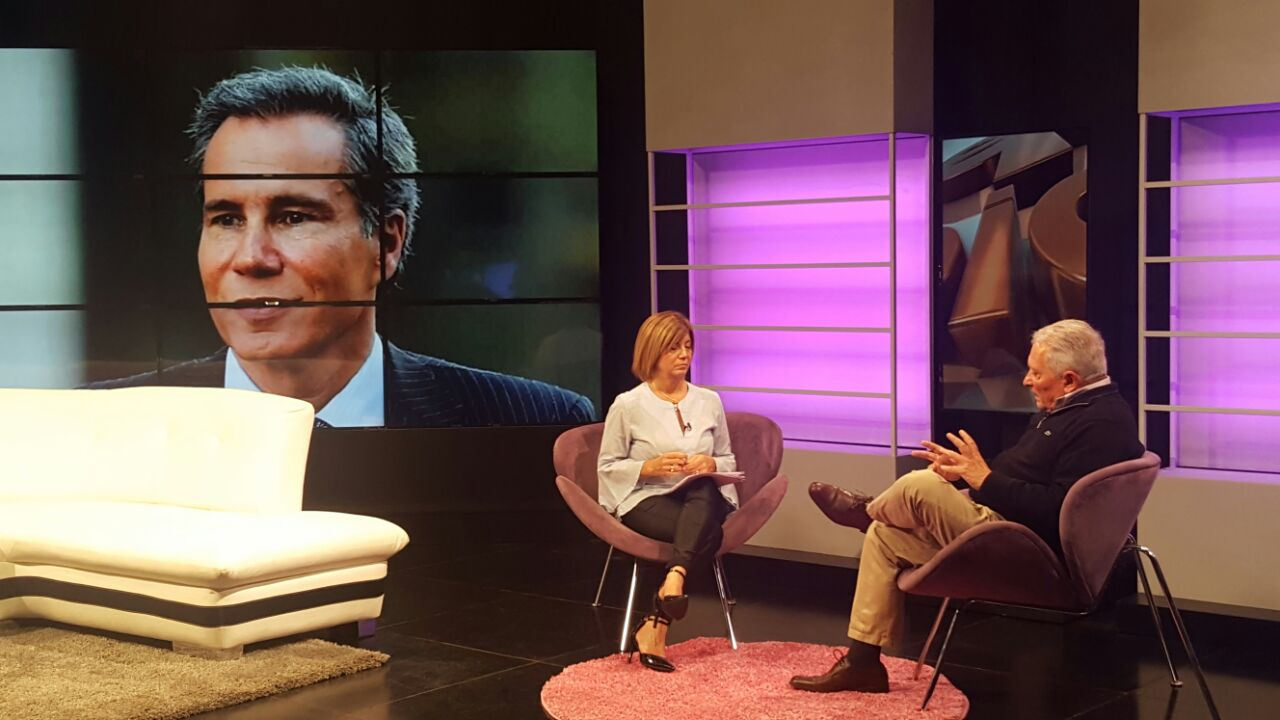
Horacio Alfredo French en el programa de televisión de Fabiana Dal Prá, hablando de los casos Santiago Maldonado y Alberto Nisman.

Horacio Alfredo French es continuamente consultado por los principales medios de comunicación, como especialista en seguridad sobre diversos temas que preocupan a la opinión pública. Su experiencia en este campo y su agudo análisis de la problemática social relacionada con la inseguridad actual, hacen de él una fuente constante de entrevistas, reportajes y columnas de opinión.